# Åke Lange
Erik Åke Lange, född 19 juli 1909 i Stockholm, död 5 februari 1975 i Stockholm, var en svensk fotograf.
Åke Lange var en av Sveriges mest uppmärksammade fotografer från början av 1930-talet. Han gjorde sig även känd utomlands genom sina experiment med moderna ljuseffekter. Den engelska facktidskriften Photography införde ett antal fotografier tagna av  Lange, han skrev också artiklar i Photografy som han illustrerade med egna fotografier. Lange var representerad på ett flertal fotoutställningar i bl.a. London och Antwerpen.
Efter att ha varit anställd hos fotograf Herman Bergne på Hamngatan i Stockholm öppnade Lange egen studio på Kungsgatan 27 i Stockholm, där blev han framgångsrik som mode- och porträttfotograf för dåtidens celebriteter inom teater, film och mode. Lange var ofta anlitad som stillbildsfotograf av filmbolagen SF, Sandrews och Europafilm. Tidskriften Scenen och  Filmjournalen m.fl. anlitade ofta Lange som fotograf till sina reportage om skådespelare. Lange blev utnämnd till kunglig hovfotograf efter att ha haft det officiella uppdraget att fotografera Gustav V. Senare kända och framgångsrika fotografer som var medarbetare i Langes ateljéer var bl.a. Tage Edling, Madeleine Hamilton, Åke Wintzell samt Rolf Winquist.  
Ett mycket uppmärksammat Langefoto är på Ingrid Bergman 1935 då hon endast var 20 år gammal och i början av sin karriär.